# Жаксибай
Жаксиба́й (каз. Жақсыбай) — село у складі Жанібецького району Західноказахстанської області Казахстану. Адміністративний центр Жаксибайського сільського округу.
У радянські часи село називалось Свердлово.
Населення — 1043 особи (2021; 1315 у 2009, 1263 у 1999, 1228 у 1989).